# Bohdanovce nad Trnavou
Bohdanovce nad Trnavou este o comună slovacă, aflată în districtul Trnava din regiunea Trnava. Localitatea se află la altitudinea de 169 m deasupra n.m., se întinde pe o suprafață de 11,48 km2 și în 2017 număra 1.415 locuitori.

## Istoric
Localitatea Bohdanovce nad Trnavou este atestată documentar din 1332.

## Demografie
| An:                | 1994 | 2004   | 2014    | 2024    |
| ------------------ | ---- | ------ | ------- | ------- |
| Număr de persoane: | 936  | 969    | 1306    | 1529    |
| Diferență:         |      | +3,52% | +34,77% | +17,07% |

| An:                | 2023 | 2024   |
| ------------------ | ---- | ------ |
| Număr de persoane: | 1532 | 1529   |
| Diferență:         |      | −0,19% |